# 에어 트랜스포트 인터내셔널
에어 트랜스포트 인터내서널(영어: Air Transport International)은 미국의 화물 항공사로 본사는 미국 아칸소주 리틀록에 위치해 있으며 1978년에 설립했다. 허브 공항으로 톨레도 익스프레스 공항이 있으며 계열사는 미국의 화물 항공사인 ABX 에어와 캐피탈 카고 인터내셔널이 있다.

## 보유 기종
- 2020년 11월 기준으로 에어 트랜스포트 인터내셔널은 다음과 같은 기종을 보유하고 있으며 평균 기령은 36.3년이다.[3]

## 같이 보기
- 미국의 항공사 목록

## 사진

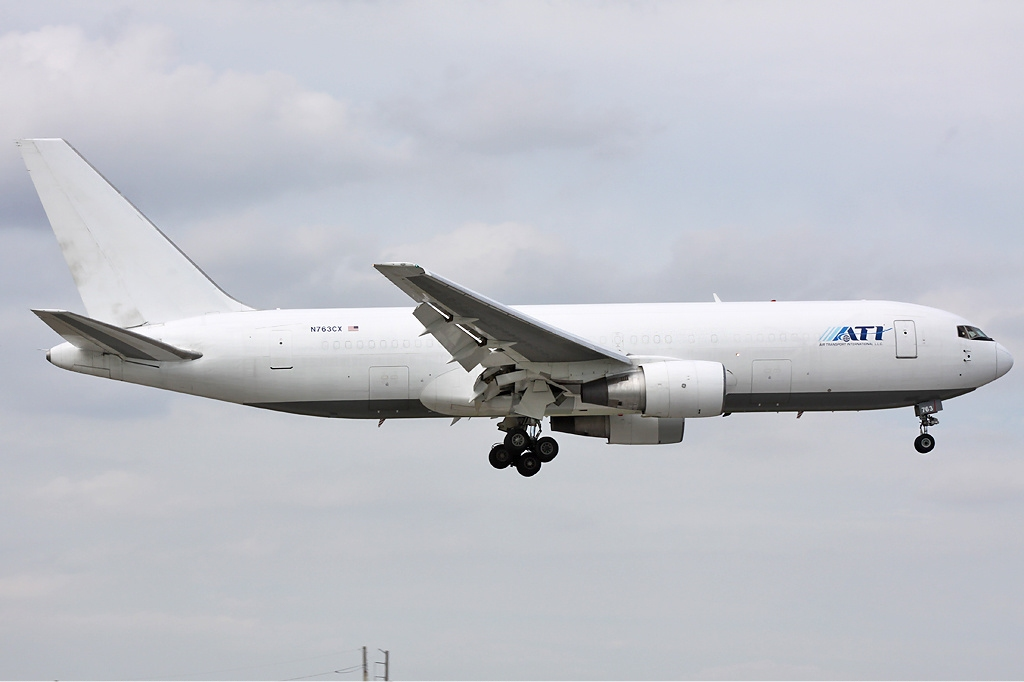
에어 트랜스포트 인터내셔널의 보잉 767-200F
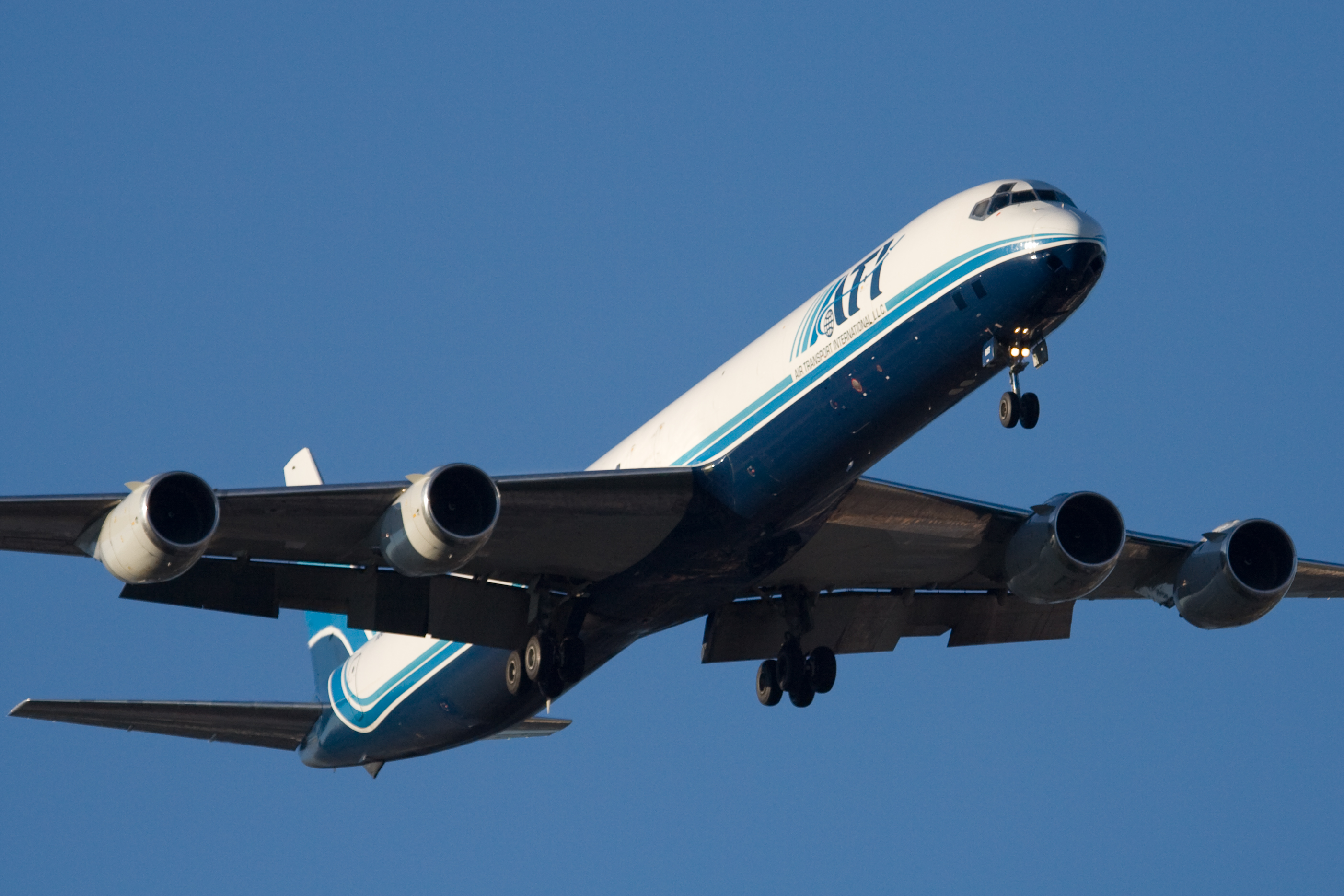
에어 트랜스포트 인터내셔널의 더글러스 DC-8-73F